# Argentina Coral
Argentina Giménez García (León, 19 de enero de 1936-Valldoreix, Barcelona, 20 de mayo de 2023) fue una cantante española, conocida artísticamente como Argentina Coral.

## Trayectoria artística
Cantante de rumbas, fandangos, tanguillos, bulerías y versiones de clásicos españoles de la canción popular, así como de temas latinoamericanos. Argentina Coral llegó en los años 60 a Barcelona contratada por la discográfica Belter con la que publicó su primer disco sencillo en 1961 y seguiría grabando discos, hasta un total de treinta entre EP y LP, hasta 1975, canciones como "Cría cuervos", "Sale el sol, sale la luna", "Los gitanos de Castilla", "A boda tocando están", "Adoro", "Alguien cantó", "Sucu Sucu" de Tarateño Rojas o "Los ejes de mi carreta" de Atahualpa Yupanqui, También interpretó boleros popularizados en España por Antonio Machín como "Toda una vida" o "Angelitos negros". 
Versionó temas como "Corazón, corazón" de José Alfredo Jiménez o "Voy" de Luis Demetrio, "Maringá" del brasileño Joubert de Carvalho. De los éxitos del pop español del momento adaptó a su estilo "Gwendolyne" de Julio Iglesias o "Algo de mí" de Camilo Sesto, a la vez que recuperaba éxitos del repertorio español como "La violetera" o "Yo te diré". En 1974 grabó también para Belter uno de sus últimos álbumes, titulado precisamente "Rumbeando con Argentina Coral", en el que figuraban varios temas de M. Balsera y J. Alama como "Sentencia" o "Yo te llamaba", "Se acabó" de Julio Gutiérrez (grabado en 1971 por Lola Flores) y "Propiedad privada" de Armando Manzanero. Grabó coplas aflamencadas como "Los ojos negros que tienes", "Yo me la llevé a una era", "Tiro piedras por la calle", o la rumba "Marina", del compositor belga Rocco Granata.
La cantante sería contratada en 1963 por Manolo Caracol actuando en el tablao Los Canasteros de Madrid, donde la publicitaban como "La gitana de Barcelona". En 1965 participó en el espectáculo de El Príncipe Gitano, de título "Palmas flamencas". En 1970 participó en varios programas musicales de TVE y en teatro actuó en el espectáculo "Cantamos a España", junto a Pedrito Rico y Angelillo. En 1971, regresó a la segunda cadena de televisión española para presentar el programa "Rumbas flamencas".
A mediados de los años 70 se retiró de la canción. Falleció en Valldoreix, provincia de Barcelona, el 20 de mayo de 2023.

## Discografía
LP
- Rumbas gitanas (1966)
- Cante Gitano (1967)
- Más Éxitos de Argentina Coral (1969)
- Flamenco Camp (1971)
- Argentina Coral (1972)
- Rumbeando con Argentina Coral (1974)
- Argentina Coral (1975)